# ベストカラアゲニスト
ベストカラアゲニストは、日本唐揚協会が実施している、唐揚げ好きの有名人に関する表彰。2009年開始。

## 概要
基本的には、日本唐揚協会が毎年行っている「からあげグランプリ」の中で、人気の唐揚げ店を選ぶ投票などと合わせる形で、唐揚げをこよなく愛する「カラアゲニスト」について一般からの投票を受け付け、投票上位の人物に対し表彰を行っているもの。2009年に単発イベントとして開催された後（この際は安久鉃兵が選ばれた）、2012年に声優の下野紘を表彰してからは毎年表彰が行われ、翌年の2013年からは部門別に人物を選ぶようになっていた。なお部門は固定ではないため、年によって表彰される部門は変化しているほか、部門によって表彰者なしとなる場合もある。表彰は毎年4月頃に「からあげグランプリ」の席上にて行われる。
2020年は「役目を終えたのではないか」として投票を行わないこととなり、2020年時点で2021年より新たな形で再開予定であるとしていたが、2021年から通常通り再開されている。2021年はアーティスト部門・アイドル部門・芸人部門での表彰が行われなかった代わりにタレント部門で5人表彰された。2024年にて下野紘が初のベストカラアゲニスト殿堂入りとなった。

## 過去の表彰者
※2009年、2012年は本来部門別に分かれていない表彰。2021年以降のタレント部門、2022年以降の各部門は男性・女性を分けなかったが、過去の受賞者との比較のため便宜的に男性・女性を分けて表記する。太字は殿堂入り。
| 年     | 俳優・女優部門 | 俳優・女優部門 | アーティスト部門  | アーティスト部門 | 声優部門 | 声優部門 | アイドル部門      | アイドル部門                 | タレント部門               | タレント部門      | 芸人部門         | 芸人部門 |
| 年     | 俳優           | 女優           | 男性              | 女性             | 男性     | 女性     | 男性              | 女性                         | 男性                       | 女性              | 男性             | 女性     |
| ------ | -------------- | -------------- | ----------------- | ---------------- | -------- | -------- | ----------------- | ---------------------------- | -------------------------- | ----------------- | ---------------- | -------- |
| 2012年 |                |                |                   |                  | 下野紘   |          |                   |                              |                            |                   |                  |          |
| 2013年 |                |                | ヒャダイン        |                  | 下野紘   |          |                   | 田野優花                     |                            |                   | ケンドーコバヤシ |          |
| 2014年 |                | 高橋愛         | ヒャダイン        | JUJU AI          | 下野紘   |          | 相葉雅紀          |                              |                            |                   | ケンドーコバヤシ |          |
| 2015年 | 西島秀俊       | 高橋愛         | ヒャダイン        | 加藤登紀子       | 下野紘   | 有野いく | [ 注 1 ]          | 渡辺麻友                     | タモリ                     |                   | ケンドーコバヤシ | 渡辺直美 |
| 2016年 |                | 桐谷美玲       |                   |                  | 下野紘   | 有野いく | 相葉雅紀          | 渡辺麻友                     |                            |                   | 石塚英彦         | 渡辺直美 |
| 2017年 | 鈴木亮平       | 桐谷美玲       | 加藤シゲアキ      | 佐々木彩夏       | 下野紘   | 有野いく | 相葉雅紀          | 生田絵梨花                   | ケンドーコバヤシ           | おのののか        | 石塚英彦         | たんぽぽ |
| 2018年 | 鈴木亮平       | 桐谷美玲       |                   | 佐々木彩夏       | 下野紘   | 有野いく | 相葉雅紀          | 生田絵梨花                   | 石塚英彦                   |                   | ケンドーコバヤシ |          |
| 2019年 | 鈴木亮平       | 川口春奈       | 加藤シゲアキ      | 佐々木彩夏       | 下野紘   | 南早紀   | 相葉雅紀          | 生田絵梨花                   | 石塚英彦                   | 有野いく          | ケンドーコバヤシ |          |
| 2021年 | 久獅           | 黒川鮎美       |                   |                  | 下野紘   |          |                   |                              | 相葉雅紀 石塚英彦 香取慎吾 | 有野いく 渡辺直美 |                  |          |
| 2022年 |                |                | 鼻毛の森          | 眉村ちあき       | 下野紘   |          |                   |                              | 香取慎吾                   | 有野いく          | 伊達みきお       | 渡辺直美 |
| 2023年 |                |                | 加藤ひさし YUSUKE |                  | 下野紘   | 日向もか | 丸山隆平 松村北斗 | 佐々木彩夏 池田瑛紗 松本慈子 |                            |                   |                  |          |
| 2024年 |                |                |                   |                  | 下野紘   | 日向もか | 松村北斗          | 佐々木彩夏                   |                            | 有野いく          |                  |          |

| 年     | 料理研究家部門   | アスリート部門 | モデル部門   | その他                                                |
| ------ | ---------------- | -------------- | ------------ | ----------------------------------------------------- |
| 2009年 | 安久鉃兵         |                |              |                                                       |
| 2013年 |                  | 粉川拓也       |              |                                                       |
| 2014年 |                  | 平野歩夢       | 桐谷美玲     | 沼田萌花（ミス部門）                                  |
| 2015年 |                  |                | 桐谷美玲     | マツコ・デラックス（コラムニスト部門）                |
| 2016年 | やすひさてっぺい | YAMATO         |              | マツコ・デラックス（コラムニスト部門）                |
| 2017年 | やすひさてっぺい |                |              | カラ松（アニメキャラクター部門）                      |
| 2018年 | やすひさてっぺい |                |              |                                                       |
| 2019年 | やすひさてっぺい |                | まなみっきー | 藤井聡太（棋士部門）                                  |
| 2021年 | やすひさてっぺい |                | まなみっきー |                                                       |
| 2022年 | やすひさてっぺい |                |              | 藤井聡太（棋士部門）                                  |
| 2024年 |                  |                |              | 沙月シオ（恐竜・ドラゴン系Vtuber） りんりん（新人賞） |